# NHL (1947/1948)
Sezon NHL 1947–1948 był 31. sezonem ligi NHL. Sześć zespołów rozegrało po 60 meczów w sezonie zasadniczym. Puchar Stanleya zdobyła drużyna Toronto Maple Leafs.

## Sezon zasadniczy
M = Mecze, W = Wygrane, P = Przegrane, R = Remisy, PKT = Punkty, GZ = Gole Zdobyte, GS = Gole Stracone, KwM = Kary w minutach
| Drużyna             | M  | W  | P  | R  | PKT | GZ  | GS  | KwM |
| ------------------- | -- | -- | -- | -- | --- | --- | --- | --- |
| Toronto Maple Leafs | 60 | 32 | 15 | 13 | 77  | 182 | 143 | 758 |
| Detroit Red Wings   | 60 | 30 | 18 | 12 | 72  | 187 | 148 | 593 |
| Boston Bruins       | 60 | 23 | 24 | 13 | 59  | 167 | 168 | 515 |
| New York Rangers    | 60 | 21 | 26 | 13 | 55  | 176 | 201 | 480 |
| Montreal Canadiens  | 60 | 20 | 29 | 11 | 51  | 147 | 169 | 724 |
| Chicago Black Hawks | 60 | 20 | 34 | 6  | 46  | 195 | 225 | 572 |

### Najlepsi strzelcy
| Zawodnik        | Drużyna                   | Mecze | Bramki | Asysty | Punkty |
| --------------- | ------------------------- | ----- | ------ | ------ | ------ |
| Elmer Lach      | Montreal Canadiens        | 60    | 30     | 31     | 61     |
| Buddy O’Connor  | New York Rangers          | 60    | 24     | 36     | 60     |
| Doug Bentley    | Chicago Black Hawks       | 60    | 20     | 37     | 57     |
| Gaye Stewart    | Maple Leafs / Black Hawks | 61    | 27     | 29     | 56     |
| Max Bentley     | Black Hawks / Maple Leafs | 59    | 26     | 28     | 54     |
| Bud Poile       | Maple Leafs / Black Hawks | 58    | 25     | 29     | 54     |
| Maurice Richard | Montreal Canadiens        | 53    | 28     | 25     | 53     |
| Syl Apps        | Toronto Maple Leafs       | 55    | 26     | 27     | 53     |
| Ted Lindsay     | Detroit Red Wings         | 60    | 33     | 19     | 52     |
| Roy Conacher    | Chicago Black Hawks       | 52    | 22     | 27     | 49     |

## Playoffs

### Półfinały
| Toronto Maple Leafs – Boston Bruins                         | Toronto Maple Leafs – Boston Bruins | Toronto Maple Leafs – Boston Bruins | Toronto Maple Leafs – Boston Bruins | Toronto Maple Leafs – Boston Bruins | Toronto Maple Leafs – Boston Bruins | Toronto Maple Leafs – Boston Bruins |
| Data                                                        | Wyjazd                              | Wyjazd                              | Dom                                 | Dom                                 |                                     |                                     |
| ----------------------------------------------------------- | ----------------------------------- | ----------------------------------- | ----------------------------------- | ----------------------------------- | ----------------------------------- | ----------------------------------- |
| 24 marca                                                    | Boston                              | 4                                   | 5                                   | Toronto                             | Po dogrywce                         |                                     |
| 27 marca                                                    | Boston                              | 3                                   | 5                                   | Toronto                             |                                     |                                     |
| 30 marca                                                    | Toronto                             | 5                                   | 1                                   | Boston                              |                                     |                                     |
| 1 kwietnia                                                  | Toronto                             | 2                                   | 3                                   | Boston                              |                                     |                                     |
| 3 kwietnia                                                  | Boston                              | 2                                   | 3                                   | Toronto                             |                                     |                                     |
| Toronto wygrało 4:1 i awansowało do finału Pucharu Stanleya |                                     |                                     |                                     |                                     |                                     |                                     |

| Detroit Red Wings – New York Rangers                        | Detroit Red Wings – New York Rangers | Detroit Red Wings – New York Rangers | Detroit Red Wings – New York Rangers | Detroit Red Wings – New York Rangers | Detroit Red Wings – New York Rangers | Detroit Red Wings – New York Rangers |
| Data                                                        | Wyjazd                               | Wyjazd                               | Dom                                  | Dom                                  |                                      |                                      |
| ----------------------------------------------------------- | ------------------------------------ | ------------------------------------ | ------------------------------------ | ------------------------------------ | ------------------------------------ | ------------------------------------ |
| 24 marca                                                    | NY Rangers                           | 1                                    | 2                                    | Detroit                              |                                      |                                      |
| 28 marca                                                    | NY Rangers                           | 2                                    | 5                                    | Detroit                              |                                      |                                      |
| 26 marca                                                    | Detroit                              | 2                                    | 3                                    | NY Rangers                           |                                      |                                      |
| 30 marca                                                    | Detroit                              | 1                                    | 3                                    | NY Rangers                           |                                      |                                      |
| 1 kwietnia                                                  | NY Rangers                           | 1                                    | 3                                    | Detroit                              |                                      |                                      |
| 4 kwietnia                                                  | Detroit                              | 4                                    | 2                                    | NY Rangers                           |                                      |                                      |
| Detroit wygrało 4:2 i awansowało do finału Pucharu Stanleya |                                      |                                      |                                      |                                      |                                      |                                      |

### Finał Pucharu Stanleya
| Toronto Maple Leafs – Detroit Red Wings       | Toronto Maple Leafs – Detroit Red Wings | Toronto Maple Leafs – Detroit Red Wings | Toronto Maple Leafs – Detroit Red Wings | Toronto Maple Leafs – Detroit Red Wings | Toronto Maple Leafs – Detroit Red Wings | Toronto Maple Leafs – Detroit Red Wings |
| Data                                          | Wyjazd                                  | Wyjazd                                  | Dom                                     | Dom                                     |                                         |                                         |
| --------------------------------------------- | --------------------------------------- | --------------------------------------- | --------------------------------------- | --------------------------------------- | --------------------------------------- | --------------------------------------- |
| 7 kwietnia                                    | Detroit                                 | 3                                       | 5                                       | Toronto                                 |                                         |                                         |
| 10 kwietnia                                   | Detroit                                 | 2                                       | 4                                       | Toronto                                 |                                         |                                         |
| 11 kwietnia                                   | Toronto                                 | 2                                       | 0                                       | Detroit                                 |                                         |                                         |
| 14 kwietnia                                   | Toronto                                 | 7                                       | 2                                       | Detroit                                 |                                         |                                         |
| Toronto wygrało 4:0 i zdobyło Puchar Stanleya |                                         |                                         |                                         |                                         |                                         |                                         |

## Nagrody
| Art Ross Trophy:           | Elmer Lach, Montreal Canadiens   |
| Calder Memorial Trophy:    | Jim McFadden, Detroit Red Wings  |
| Hart Memorial Trophy:      | Buddy O’Conner, New York Rangers |
| Lady Byng Memorial Trophy: | Buddy O’Conner, New York Rangers |
| Vezina Trophy:             | Turk Broda, Toronto Maple Leafs  |